# Cratere Raden Saleh
Raden Saleh  è un cratere sulla superficie di Mercurio.